# Eastwind Airlines-vlucht 517
Eastwind Airlines-vlucht 517 werd uitgevoerd met een vliegtuig van het type Boeing 737-200, dat op 9 juni 1996 tijdens een vlucht van Trenton-Mercer Airport naar Richmond International Airport problemen kreeg met de besturing. Het vliegtuig kon echter veilig landen en er vielen geen slachtoffers.

## Incident
De Boeing 737-200 naderde Richmond, Virginia, toen de piloten de controle over het richtingsroer verloren. Ten gevolge van het ongewilde gieren van het toestel begon het vliegtuig naar rechts te rollen. De bemanning stuurde in de tegenovergestelde richting om het vliegtuig recht te houden. Toen het vliegtuig na 30 seconden recht was getrokken, begonnen de piloten de lijst voor noodsituaties langs te lopen. Terwijl ze hiermee bezig waren, rolde het vliegtuig opnieuw naar rechts. Ook nu lukte het de piloten na 30 seconden het toestel weer recht te trekken. Piloot Brian Bishop liet de co-piloot omroepen dat er een noodgeval was, waarna hij een noodlanding inzette bij Richmond. 
De noodlanding slaagde. Alle inzittenden overleefden het ongeluk. Alleen een stewardess raakte lichtgewond.

## Onderzoek
Tijdens het onderzoek van de NTSB bleek dat het probleem van vlucht 517 zich al twee keer eerder voor had gedaan: in 1991 bij United Airlines-vlucht 585 en in 1994 bij USAir-vlucht 427. Deze twee toestellen waren allebei neergestort, waarbij telkens geen van de inzittenden het ongeluk overleefde. Vlucht 517 was het eerste toestel met een mankement aan het roer dat ongedeerd was geland. Dit stelde de NTSB in staat om in het vliegtuig zelf onderzoek te doen naar het roer en zo ook de oorzaak achter het neerstorten van vlucht 585 en vlucht 427 te achterhalen.

## Documentaire
Het ongeluk werd samen met de ongelukken van vluchten United Airlines-vlucht 585 en USAir-vlucht 427 behandeld in de aflevering "Hidden Danger" van de serie Air Crash Investigation.